# Albert Van Damme
Albert "Berten" Van Damme (Laarne, 1 december 1940) is een voormalig Belgisch veldrijder die beroepsrenner was van 1959 tot 1978. Hij behaalde in zijn loopbaan meer dan 400 overwinningen en werd tussen 1963 en 1973 zesmaal Belgisch kampioen.
Hij was actief in de periode van de gebroeders Erik en Roger De Vlaeminck. Die onderlinge strijd verdeelde sportminnend Vlaanderen dikwijls in twee kampen. Twee strijdende familieduo's tegen elkaar, want zijn broer Daniël Van Damme was eveneens veldrijder. Albert Van Damme had niet het zuivere talent van Erik De Vlaeminck, maar wist zich door zijn tomeloze inzet en karakter te onderscheiden. Zijn bijnaam was dan ook de Leeuw van Laarne.
Van Dammes belangrijkste zege was in 1974, toen hij wereldkampioen veldrijden werd in het Spaanse Vera de Bidasoa. In 1970 en 1971 stond hij op plaats twee op het erepodium bij dit kampioenschap. In oktober 2011 werd in zijn geboortedorp Laarne de eerste editie van de GP Albert Van Damme gereden, gewonnen door Sven Nys. Tevens werd het boek Albert Van Damme - de Leeuw van Laarne van auteur Stefaan Van Laere (Bola Editions) voorgesteld.

## Overwinningen en ereplaatsen
1962
- Belgisch kampioenschap veldrijden

1963
- Belgisch kampioenschap veldrijden

1964
- Belgisch kampioenschap veldrijden

1965
- Belgisch kampioenschap veldrijden

1966
- Belgisch kampioenschap veldrijden

1968
- Belgisch kampioenschap veldrijden

1970
- Belgisch kampioenschap veldrijden
- Wereldkampioenschap veldrijden

1971
- Belgisch kampioenschap veldrijden
- Wereldkampioenschap veldrijden

1972
- Belgisch kampioenschap veldrijden

1973
- Belgisch kampioenschap veldrijden

1974
- Wereldkampioenschap veldrijden
- Belgisch kampioenschap veldrijden

1976
- Belgisch kampioenschap veldrijden

1977
- Belgisch kampioenschap veldrijden